# Rehla 404
Pour plus de détails, voir Fiche technique et Distribution.
Rehla 404 (arabe : رحلة 404), également connu sous le titre Cairo Mecca, est un film dramatique à suspense égyptien réalisé par Hany Khalifa (ar) et sorti en 2024.

## Synopsis
Le film tourne autour du personnage d'une femme nommée Ghada Saïd, qui travaille comme représentante en marketing immobilier et tente de se débarrasser de son passé et de sa vie antérieure, qu'elle rejette complètement, et se prépare à voyager pour accomplir le pèlerinage du Hajj. Mais ce n'est pas si facile, car Ghada se heurte à sa mère, qui est à l'origine de la douleur qu'elle a vécue. Sa mère a un accident et a besoin d'une énorme somme d'argent pour effectuer plusieurs opérations chirurgicales, et en retour, Ghada retourne à son passé entaché et ouvre ses vieux livres pour économiser cet argent.

## Fiche technique
- Titre original : رحلة 404, Rehla 404[2],[3] (litt. « Vol 404 »)
- Réalisation : Hany Khalifa (ar)
- Scénario : Mohamed Ragaa
- Photographie : Fawzi Darwish
- Musique : Souad Bushnaq
- Décors : Asem Ali
- Production : Mohamed Hefzy (ar), Roua Al Madani
- Sociétés de production : Film-Clinic, Lagoonie Film Production, Arabia Pictures, Hi Media Productions
- Pays de production :  Égypte
- Langue originale : arabe égyptien
- Format : couleurs - 2,35:1 - Son Dolby
- Genre : film dramatique à suspense
- Durée : 104 minutes
- Dates de sortie : 
  - Égypte : 25 janvier 2024

## Distribution
- Mona Zaki : Ghada
- Mohamed Farag (ar)
- Mohamed Mamdouh (ar)
- Sherine Reda (ar)
- Khaled El-Sawy (ar)

## Production
Il s'agit du premier film égyptien tourné en Arabie saoudite.